# Donja Višnjica
Donja Višnjica falu Horvátországban Varasd megyében. Közigazgatásilag Lepoglavához tartozik.

## Fekvése
Varasdtól 25 km-re nyugatra, községközpontjától 10 km-re északra a Ravna gora északi lábánál fekszik.

## Története
A régészeti leletek tanúsága szerint területén már mintegy 80000 évvel ezelőtt, a kőkorszakban is éltek emberek. Ezt igazolják az itt, főként a falu feletti barlangokban talált kő- és csonteszközök, cserépmaradványok. A fém használati tárgyak tanúsítják, hogy a terület a bronzkorban, majd a vaskorban is folyamatosan lakott volt. Mintegy 5000 éve a rézkor és a korai bronzkor idején a Retz-Gajary kultúra virágzott itt, melynek egyedülállóan gazdagon díszített finoman megmunkált kerámiái nagy számban kerültek elő a környéken. Ezeknek a leleteknek az itt talált típusai azok nagy száma miatt a Retz-Gajary kultúrán belül tudományosan is a višnjicai típus elnevezést kapták. Így a település neve bekerült az európai történetírásba is. 
Donja Višnjica első írásos említése 1417-ben a zágrábi püspökség oklevelében történt, melyben nevét a trakostyáni uradalomhoz tartozó falvak között sorolják fel. Ezt követően 1483-ban a zágrábi káptalan tizedjegyzékében szerepel, ebben megemlítik Emerik nevű papját is. 1456-ig a család kihalásáig, a Cilleiek birtoka. Ezután Vitovec János horvát báné, majd Corvin Jánosé lett, aki Gyulay Jánosnak adta. A Gyulayak három nemzedéken át birtokolták, de 1566-ban kihaltak és a birtok a császárra szállt. I. Miksa császár szolgálataiért a trakostyáni uradalmat Draskovics György horvát bánnak adta. A Draskovichok a birtokot ezután még 370 évig megtartották. A 16. században az uradalom jobbágyainak a földesúri és egyházi terhek mellett egyre nagyobb veszélyt jelentettek a gyarapodó török támadások is. A fennmaradt adóösszeírások arról tanúskodnak, hogy sok itteni család ősei már ebben a korban is a faluban éltek. Az 1598-as összeírás szerint "Superior Visnicza", azaz a mai Donja Višnjica 6 adózó háztartással rendelkezett. Az uradalom irataiból az is kiderül, hogy a višnjicai rész az uradalmon belül önálló gazdasági egységet képezett. Nagy kiterjedésű erdők, rétek, legelők, gyümölcsösök és szőlők tartoztak hozzá.
A višnjicai plébánia alapítása 1705-ben történt és gróf Draskovich János nevéhez fűződik. Azelőtt a település a kamenicai plébániához tartozott és már állt egy 1640 és 1666 között épített, a Sarlós Boldogasszony tiszteletére szentelt kápolnája, melyet később kibővítve plébániatemplom rangjára emeltek. Az egyházi vizitációk irataiból kiderül, hogy a kápolna kőből épített, boltozott, fazsindellyel fedett volt, szentélye téglával, hajója cementtel volt burkolva. A szentélyhez sekrestye kapcsolódott. Kőből épített tornyában eredetileg egy harang volt, a másikat 1674-ben vagy 1675-ben vásárolták. A kápolnának három oltára volt, a főoltáron Szűz Mária képe volt látható. 1672-ben a kápolna egy negyedik oltárt is kapott és ekkor már temető is övezte. Előtte a temetőben egy fakápolnát is építettek, melyben a templom plébániatemplommá nyilvánítása utáni átépítésekor az istentiszteleteket tartották. A barokk templom építése 1738-ban fejeződött be, belső festését a lepoglavai pálosok híres mestere Ivan Ranger készítette. 1754-ben a tornyot magasították és a Szent József kápolnát építették hozzá, 1757-ben pedig megépült a Szent Valentin kápolna is. Ebben az évben szentelte fel az új templomot Stjepan Putz zágrábi segédpüspök. 

## Népessége
A falunak 1857-ben 476, 1910-ben 640 lakosa volt. A trianoni békeszerződésig Varasd vármegye Ivaneci járáshoz tartozott. 2001-ben 139 háza és 549 lakosa volt.
| Lakosok száma | 476  | 640  | 549  | 511  |
|               | 1857 | 1910 | 2001 | 2021 |

## Nevezetességei
- A Sarlós Sarlós Boldogasszony tiszteletére szentelt plébániatemploma[2] mai formájában 1722 és 1757 között épült az 1640 és 1666 között épített kápolna bővítésével és átépítésével. A falazott cinktóriummal körülvett templom és a közeli plébániaház a falu központjának domináns helyén található. Az egyes építőelemeken feljegyzett évek a 18. században történt egymás utáni építésekről beszélnek. A korai barokk stílus nemcsak a templom harmonikus formájú külsejében nyilvánul meg, hanem a belső térben is, amelynek kereszt alakú tere megőrizte a barokk berendezést. Falfestményeit, melyek a Bibliából, valamint a szentek és a vértanúk életéből vett jeleneteket ábrázolnak Ivan Ranger pálos festőművész készítette.

- A plébánia barokk épülete 1708-ban épült.

- Nepomuki Szent János szobra a plébánia mellett áll, a 17. századból származik.

## Külső hivatkozások
- Lepoglava város hivatalos oldala
- Lepoglava turisztikai egyesületének honlapja
- Višnjica honlapja